# 한국행정연구원
한국행정연구원(韓國行政硏究院, The Korea Institute of Public Administration)은 1991년 ‘정부출연연구기관등의설립운영및육성에관한법률’ 에 의해 설치된 국무총리(국무조정실) 산하 경제인문사회연구회 소속 기타공공기관이다. 서울특별시 은평구 진흥로 235(불광동)에 위치하고 있다.

## 설립 목적
대한민국 행정 체제의 문제를 진단, 평가하고 행정 제도와 운영에 대한 개선책을 연구하며, 급변하는 행정 환경에 따른 행정 발전 방안을 모색, 반영하고, 행정에 대한 각종 자료를 수집, 관리, 지원하면서 관련 연구기관과 교류하는 것이다.

## 주요 업무
행정 연구의 총본산 역할 2) 행정운영의 개선에 대한 연구 3) 행정정보센터로서의 역할 4) 고위정책관리자 능력발전센터로서의 역할 5) 국제 교류와 협력센터로서의 역할 등 다섯 가지이다.

## 연혁
1991년 1월 14일 한국행정연구원법 제정·공포(법률 제4335호)
1991년 5월 20일 한국행정연구원법시행령 제정·공포(대통령령 제13371호)
1991년 10월 5일 한국행정연구원 개원
1999년 1월 29일 ‘정부출연연구기관등의설립운영및육성에관한법률’ 및 동법률시행령 제정·공포
2015년 10월 7일 은평구 불광동 독립청사 이전

## 조직

### 한국행정연구원장
- 연구자문위원회
- 감사 (비상임)
  - 감사실

#### 부원장
- 평가연구부
- 사회조사센터

##### 기획조정본부
- 기획실
  - 기획팀
  - 예산팀
- 행정실
  - 총무인사팀
  - 재무회계팀
  - 관리팀
- 대외홍보실
- 정보자료실

##### 행정관리연구부
- 정부혁신연구실

##### 안전ㆍ통합연구부
- 재난안전연구실
- 사회통합연구실

##### 규제연구센터
- 제도연구실
- 비용분석실
  - 분석검증팀

##### 국제행정협력센터
- 국제협력팀